# Kotaro Yamazaki
Kotaro Yamazaki (山崎 光太郎 Yamazaki Kotaro?), född 19 oktober 1978 i Shizuoka prefektur, är en japansk före detta fotbollsspelare.
Yamazaki började sin karriär 1997 i Nagoya Grampus Eight. Efter Nagoya Grampus Eight spelade han för Shimizu S-Pulse och Ventforet Kofu. Han avslutade karriären 2007.